# عزلة بني صلاح (الحديدة)

تعديل مصدري - تعديل

عزلة بني صلاح هي إحدى عزل مديرية المراوعة في محافظة الحديدة اليمنية ويبلغ تعداد سكانها 5399 نسمة حسب التعداد السكاني في اليمن لعام 2004.